# Puchar Pięciu Narodów 1926
Puchar Pięciu Narodów 1926 – dwunasta edycja Pucharu Pięciu Narodów, corocznego turnieju w rugby union rozgrywanego pomiędzy pięcioma najlepszymi zespołami narodowymi półkuli północnej, która odbyła się pomiędzy 2 stycznia a 5 kwietnia 1926 roku. Wliczając turnieje w poprzedniej formie, od czasów Home Nations Championship, była to trzydziesta dziewiąta edycja tych zawodów. W turnieju zwyciężyły wspólnie Szkocja i Irlandia.
Zgodnie z ówczesnymi zasadami punktowania dropgol był warty cztery punkty, podwyższenie dwa, natomiast przyłożenie i pozostałe kopy trzy punkty.

## Mecze
| 2 stycznia 1926 | Francja                     | 6:20(0:9) | Szkocja                                                                   | Stade Olympique Yves-du-Manoir, Colombes Widzów: 35 000 Sędzia: W. Llewellyn |
| 2 stycznia 1926 | Piquiral 3 (P) Gonnet 3 (K) | 6:20(0:9) | Bannerman 3 (P) MacMyn 3 (P) Wallace 9 (3P) Drysdale 2 (pd) Gillies 3 (K) | Stade Olympique Yves-du-Manoir, Colombes Widzów: 35 000 Sędzia: W. Llewellyn |

| 16 stycznia 1926 | Walia         | 3:3(0:3) | Anglia          | Cardiff Arms Park, Cardiff Sędzia: W. Acton |
| 16 stycznia 1926 | Andrews 3 (P) | 3:3(0:3) | Wakefield 3 (P) | Cardiff Arms Park, Cardiff Sędzia: W. Acton |

| 23 stycznia 1926 | Irlandia                           | 11:0(8:0) | Francja | Ravenhill Stadium, Belfast Widzów: 20 000 Sędzia: Alfred Lawrie |
| 23 stycznia 1926 | Stephenson 9 (2P, K) Hewitt 2 (pd) | 11:0(8:0) |         | Ravenhill Stadium, Belfast Widzów: 20 000 Sędzia: Alfred Lawrie |

| 6 lutego 1926 | Szkocja                                     | 8:5(0:5) | Walia                        | Murrayfield Stadium, Edynburg Widzów: 50 000 Sędzia: David Helliwell |
| 6 lutego 1926 | Waddell 3 (P) Drysdale 2 (pd) Gillies 3 (K) | 8:5(0:5) | Herrera 3 (P) Everson 2 (pd) | Murrayfield Stadium, Edynburg Widzów: 50 000 Sędzia: David Helliwell |

| 13 lutego 1926 | Irlandia                                             | 19:15(6:10) | Anglia                                                  | Lansdowne Road, Dublin Sędzia: W. Llewellyn |
| 13 lutego 1926 | Cussen 6 (2P) Hewitt 3 (P) Stephenson 10 (P, 2pd, K) | 19:15(6:10) | Haslett 3 (P) Periton 3 (P) Young 3 (P) Francis 6 (3pd) | Lansdowne Road, Dublin Sędzia: W. Llewellyn |

| 27 lutego 1926 | Anglia                                          | 11:0(6:0) | Francja | Twickenham Stadium, Londyn Widzów: 40 000 Sędzia: Albert Freethy |
| 27 lutego 1926 | Aslett 6 (2P) Kittermaster 3 (P) Francis 2 (pd) | 11:0(6:0) |         | Twickenham Stadium, Londyn Widzów: 40 000 Sędzia: Albert Freethy |

| 27 lutego 1926 | Szkocja    | 0:3 | Irlandia | Murrayfield Stadium, Edynburg Sędzia: Barry Cumberlege |
| 27 lutego 1926 | Gage 3 (P) | 0:3 |          | Murrayfield Stadium, Edynburg Sędzia: Barry Cumberlege |

| 13 marca 1926 | Walia                                                 | 11:8(3:8) | Irlandia                            | St. Helens Ground, Swansea Sędzia: Barry Cumberlege |
| 13 marca 1926 | Harding 3 (P) Herrera 3 (P) Hopkins 3 (P) Rees 2 (pd) | 11:8(3:8) | Hanrahan 3 (P) Stephenson 5 (pd, K) | St. Helens Ground, Swansea Sędzia: Barry Cumberlege |

| 20 marca 1926 | Anglia                              | 9:17(3:14) | Szkocja                                      | Twickenham Stadium, Londyn Widzów: 50 000 Sędzia: W. Acton |
| 20 marca 1926 | Tucker 3 (P) Voyce 3 (P) Webb 3 (P) | 9:17(3:14) | Smith 6 (2P) Waddell 7 (P, 2pd) Dykes 4 (dg) | Twickenham Stadium, Londyn Widzów: 50 000 Sędzia: W. Acton |

| 5 kwietnia 1926 | Francja                      | 5:7(5:0) | Walia                        | Stade Olympique Yves-du-Manoir, Colombes Widzów: 35 000 Sędzia: R. Harland |
| 5 kwietnia 1926 | Gerintes 3 (P) Gonnet 2 (pd) | 5:7(5:0) | Watkins 3 (P) Cornish 4 (dg) | Stade Olympique Yves-du-Manoir, Colombes Widzów: 35 000 Sędzia: R. Harland |

## Inne nagrody
- Calcutta Cup –  Szkocja (po zwycięstwie nad Anglią)
- Drewniana łyżka –  Francja (za zajęcie ostatniego miejsca w turnieju)